# گمینا ناوویووا
گمینا ناوویووا (به لهستانی:  Gmina Nawojowa) یک گمینا در لهستان است که در شهرستان نوو سانچ واقع شده‌است. گمینا ناوویووا ۵۱٫۱۳ کیلومتر مربع مساحت و ۷٬۶۴۴ نفر جمعیت دارد.

## خواهرخوانده
شهر Jánoshalma خواهرخواندهٔ گمینا ناوویووا هست.